# Річард Еган
Річард Еган (англ. Richard Egan; 29 липня 1921, Сан-Франциско — 20 липня 1987, Лос-Анджелес) — американський актор. Служив в  армії США інструктором з дзюдо під час  Другої світової війни.

## Життєпис
Народився Річард Еган в Сан-Франциско, штат Каліфорнія. Він навчався в університеті Сан-Франциско. Коли Перл-Гарбор бомбили — він тут же кинув навчання і приєднався до армії США. Під час Другої світової війни він служив офіцером в армії, де, як зізнався, він тільки вчив солдат дзюдо. Він ніколи не говорив про те, що ж він робив під час війни. Після війни він отримав ступінь бакалавра в університеті Сан-Франциско і ступінь магістра у Стенфордському університеті, вчився на вчителя протягом кількох років у
Північно-західному університеті перш ніж переїхав у Голлівуд.
У 1956 році знімається у фільмі «Ніжно мене люби» разом з Елвісом Преслі.
У фільмі «Триста спартанців» виконує роль Леоніда I — царя Спарти.
Еган був першим вибором Рода Серлінга для оповідача у «Зона сутінків» через його відмітний голос. Проте умови договору стали на заваді, і Серлінг сам став оповідачем, щоб не обирати іншого актора замість Річарда Егана.
Річард Еган помер від раку простати в Лос-Анджелесі, Каліфорнія, не доживши 9 днів до 66 років. Був похований на католицькому цвинтарі Святого Хреста у Калвер-Сіті.